# Distrikt Pomacocha (Andahuaylas)
Der Distrikt Pomacocha liegt in der Provinz Andahuaylas in der Region Apurímac im zentralen Süden von Peru. Der Distrikt wurde am 21. August 1963 gegründet. Er besitzt eine Fläche von 123 km². Beim Zensus 2017 wurden 911 Einwohner gezählt. Im Jahr 1993 lag die Einwohnerzahl bei 955, im Jahr 2007 bei 972. Die Distriktverwaltung befindet sich in der 3643 m hoch gelegenen Ortschaft Pomacocha mit 659 Einwohnern (Stand 2017). Pomacocha liegt 52 km südwestlich der Provinzhauptstadt Andahuaylas.

## Geographische Lage
Der Distrikt Pomacocha liegt im Andenhochland im Südwesten der Provinz Andahuaylas. Der Río Chicha (auch Río Soras) fließt entlang der westlichen Distriktgrenze nach Norden.
Der Distrikt Pomacocha grenzt im Westen an die Distrikte Soras und Santiago de Paucaray (beide in der Provinz Sucre), im Nordwesten an den Distrikt Huayana, im Norden an den Distrikt Tumay Huaraca, im Osten an den Distrikt Capaya (Provinz Aymaraes) sowie im Süden an den Distrikt Pampachiri.